# Рацинська Дача (заказник)
Ра́цинська Да́ча — лісовий заказник загальнодержавного значення в Україні. Розташований на схід від селища Вознесенське, між селами Солдатське, Малосолоне і Трудове Вознесенського району Миколаївської області, у верхів'ях річки Білоусівки (ліва притока Південного Бугу). Серед масиву розташоване село з однойменною назвою — Рацинська Дача. 
Площа заказника — 1782 га. Статус присвоєно згідно з Постановою Ради Міністрів УРСР від 28.10.1974 року № 500. Перебуває у віданні: Вознесенський лісгоспзаг. 
Охороняється штучний лісовий масив, створений у XIX ст. на схилах і прилеглій території природного байраку. Переважає дуб звичайний, у домішці — клен гостролистий, ясен, акація біла, гледичія колюча, дерен, зростають ялівець звичайний та віргінський, клен польовий тощо. Також різноманітний трав'яний покрив.
Лісові насадження приваблюють в період гніздування велику кількість хижих птахів, серед яких: осоїд, орел-карлик, підорлик малий, балобан, канюк степовий і звичайний, шуліка чорний, яструб великий. Більшість з них занесено до Червоної книги України.
Заказник має наукове, природоохоронне та пізнавальне значення, є важливою ділянкою для відтворення мисливської фауни.